# Tomás da Anunciação
Tomás José da Anunciação (Ajuda, 26 de outubro de 1818 – Encarnação, 3 de abril de 1879) foi um pintor português da época do romantismo que, após tentar vários géneros, acabou por se dedicar à pintura de animais, no que se distinguiu.

## Biografia
De origens humildes, era filho de Manuel Joaquim da Anunciação e de Maria Vitória da Piedade.
Tomás D'Anunciação estudou em Lisboa, na Academia das Belas-Artes (Convento de São Francisco), onde se matriculou em curso de Desenho em 1837, local onde chegou também a dar aulas. Após terminar seus estudos, foi contratado como desenhista do Museu de História Natural, o que acabou aumentando seu interesse pelas formas da natureza. Recebeu o primeiro prémio em todos os quatro anos de curso que finalizou em 1841, ano em que se matriculou no curso de Pintura Histórica, finalizando em 1844. Deu aulas de paisagem a José Malhoa.
Foi contemporâneo de José Rodrigues, Francisco Augusto Metrass, Miguel Ângelo Lupi e do Visconde de Meneses, entre outros.
Encontra-se colaboração artística da sua autoria no semanário Arquivo Pitoresco (1857–1868) e na Revista Contemporânea de Portugal e Brasil (1859–1865).
Em 1884, em homenagem ao pintor, foi instituído pela Academia das Belas Artes o Prémio Anunciação.
Foi também diretor interino da Academia das Belas-Artes e diretor da Galeria Real da Ajuda.
Faleceu de uma apoplexia aos 60 anos de idade na sua residência da Rua dos Mouros, número 64, em Lisboa, solteiro e sem filhos. O funeral realizou-se dia 5, no Cemitério do Alto de São João, sendo sepultado no jazigo número 1416, o acontecimento foi primeira página de maior parte dos jornais portugueses da época.

## Obras
- 1852 - Vista da Amora, paisagem com figuras
- 1857 – Vista da Penha de França
- 1871 - O Vitelo

### Galeria de Obras

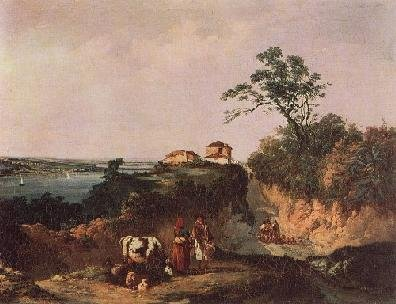
Vista da Amora, paisagem com figuras (1852), Museu do Chiado
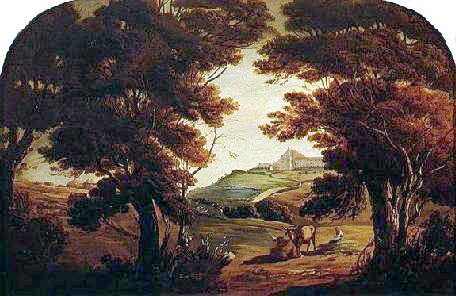
Vista da Penha de França (1857), Museu do Chiado
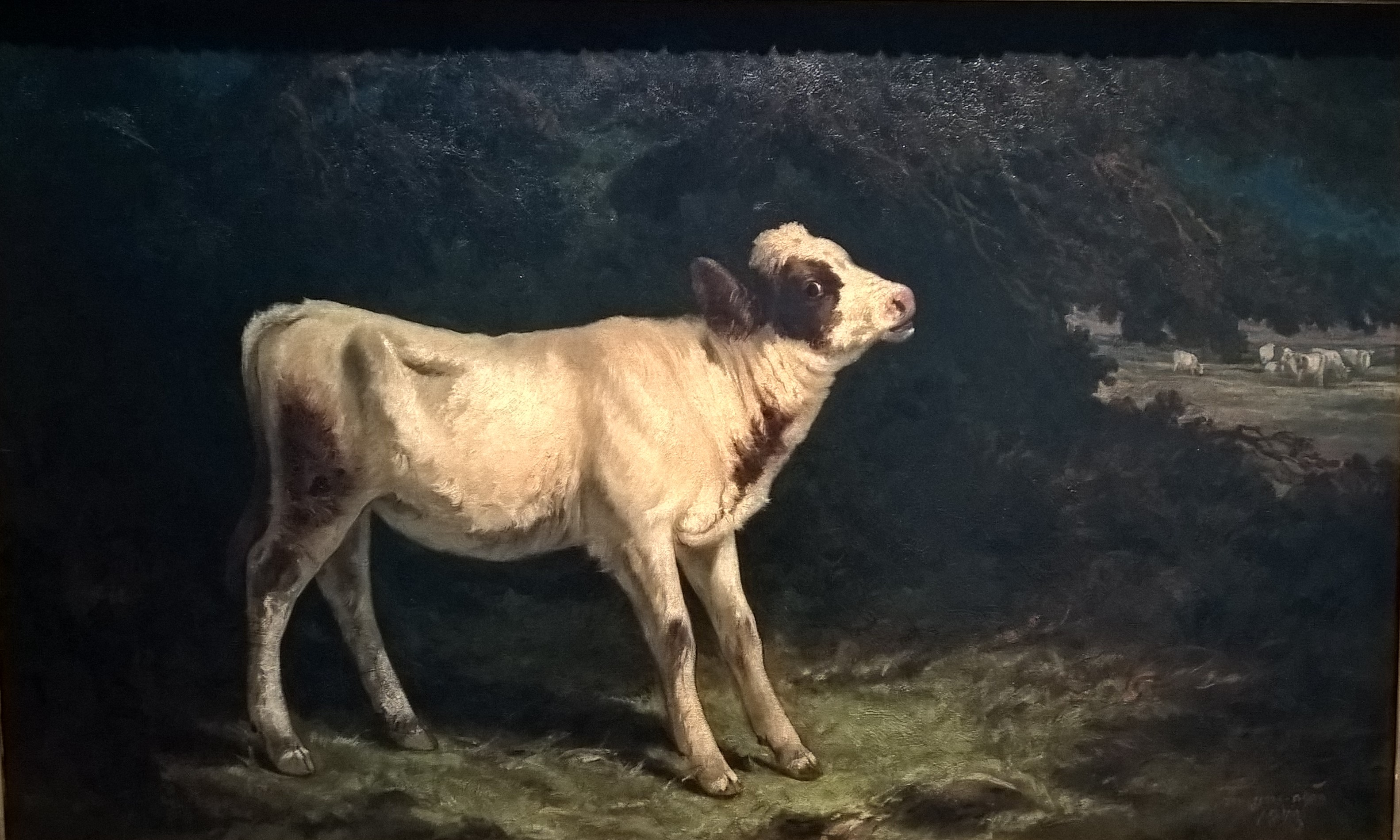
O Vitelo (1871), Museu do Chiado
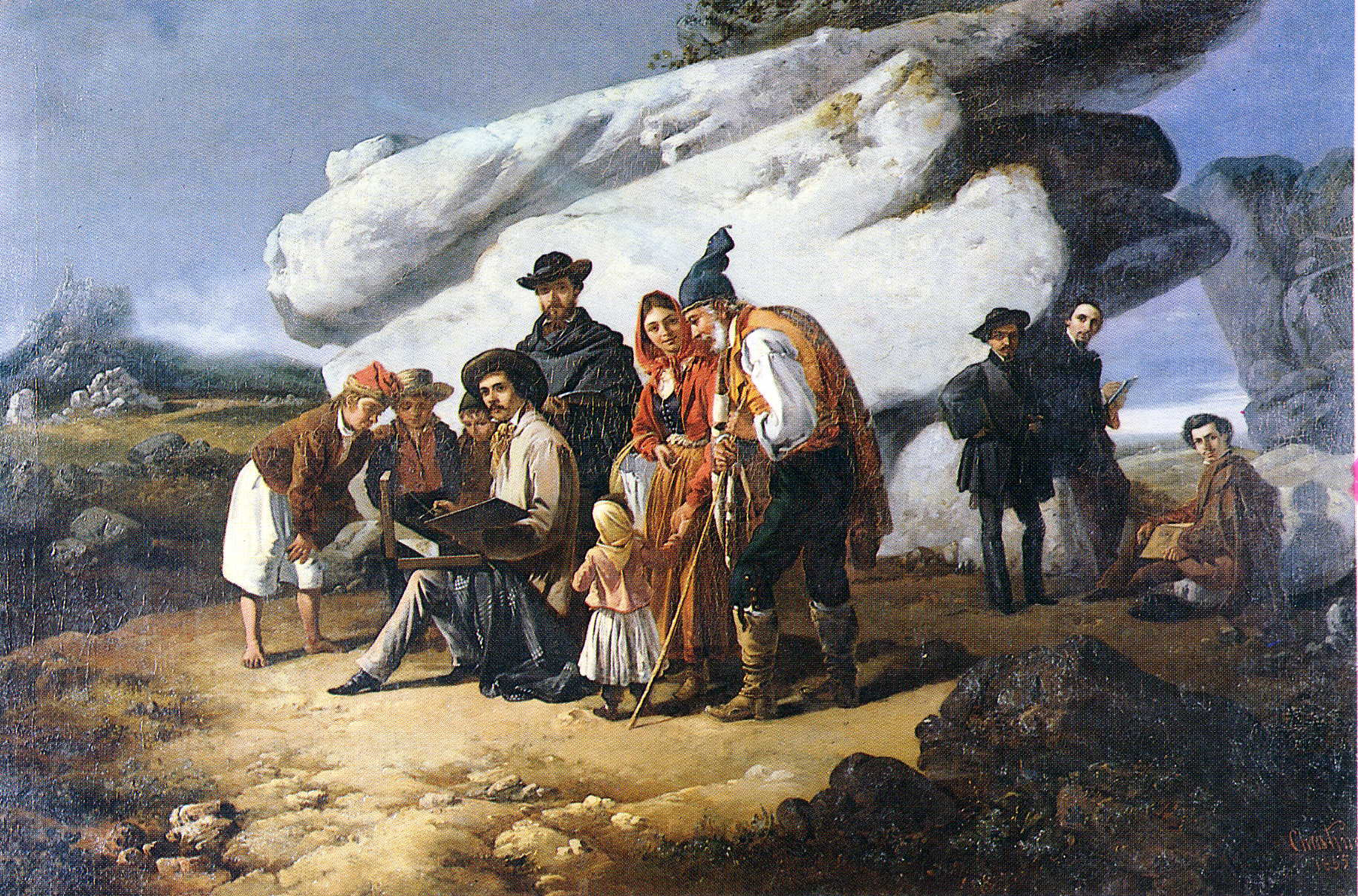
Cinco artistas em Sintra, por João Cristino da Silva. Tomás D'Anunciação é a figura central, sentado com a perna esquerda avançada usando uma capa clara e chapéu.